# دیلونس
دیلونس (انگلیسی: Dillons) شرکت خرده‌فروشی آمریکایی است، که در سال ۱۸۹۰ توسط جان دیلون تأسیس شد و هم‌اکنون زیرمجموعه‌ای از شرکت کروگر می‌باشد.